# Lykens
Lykens es un borough ubicado en el condado de Dauphin en el estado estadounidense de Pensilvania. En el año 2000 tenía una población de 1937 habitantes y una densidad poblacional de 560 personas por km².

## Geografía
Lykens se encuentra ubicado en las coordenadas 40°34′01″N 76°42′09″O / 40.56694, -76.70250.

## Demografía
Según la Oficina del Censo en 2000 los ingresos medios por hogar en la localidad eran de 33 846 $ y los ingresos medios por familia eran 40 909 $. Los hombres tenían unos ingresos medios de 31 774 $ frente a los 23 477 $ para las mujeres. La renta per cápita para la localidad era de 17 459 $. Alrededor del 8,3 % de la población estaba por debajo del umbral de pobreza.